# Crni Potok (żupania brodzko-posawska)
Crni Potok – wieś w Chorwacji, w żupanii brodzko-posawskiej, w gminie Podcrkavlje. W 2011 roku pozostawała niezamieszkana.